# Domain Name System
Система за имена на домейните (на английски: Domain Name System), DNS представлява разпределена база от данни за компютри, услуги или други ресурси свързани към интернет или частни мрежи, с чиято помощ се осъществява преобразуването на имената на хостовете в IP адреси. Това улеснява работата на потребителите на интернет услуги. Вместо да въвежда IP адрес (комбинация от цифри), за да достигне до даден ресурс в мрежата, потребителят може просто да въведе неговото име (домейн).
Информацията за IP адресите и имената на домейни се съхранява на DNS сървърите. DNS е разпределена дървовидна система от обвързани чрез логическа йерархия сървъри. В основата на тази структура са сървърите, съхраняващи:
- домейни от първо ниво (top-level domains) – например .com, .org, .edu и т.н. и
- множество домейни на държавно ниво (country-level domains) – .bg (за България), .fi (за Финландия), .fr (за Франция) и т.н.

Следващото ниво образуват регистрираните домейни (registered domains) – about.com, abv.bg, pirin.com и т.н. Местните домейни (local domains), наричани още поддомейни (subdomains), като compnetworking.about.com, sdyn.pirin.com, се определят и администрират от собствениците на съответните главни домейни. За разделяне на различните равнища се ползва точка (. ).
Системата за имената на домейните разпределя отговорността от възлагане на имената на домейните и свързването им със съответните им IP адреси чрез използването на т.нар. достоверни именни сървъри (от англ. authoritative name servers) за всеки един домейн. Достоверните сървъри са отговорни за правилното преобразуване на имената в домейните които те поддържат и е възможно също да делегират или прехвърлят това пълномощие на ниво поддомейни на други именни сървъри. Този метод осигурява ниво на услугата с качества на разпределеност и устойчивост на грешки и причината за приложението му е в потребността за избягване на единна централизирана база от данни за управлението на системата за имената на домейните.
Организацията, която се занимава с регистрирането и администрацията на домейните от първо ниво, е Internet Corporation for Assigned Names and Numbers (Интернет корпорация за присвоени имена и адреси) (ICANN).

## История
През 1984 г., четирима студенти от Калифорнийски университет, Бъркли написват първата Unix имплементация, наречена Berkeley Internet Name Domain (BIND) сървър. Днес това е една от най-разпространените сървър програми за изпълняване на DNS заявки. В началото на 1990-те BIND е портнат към платформата Windows NT.

## Как се образува име на домейн
Името на домейн се състои от две или повече части, които са разделени от точки. Например wikipedia.org
- Най-дясната част изразява домейна от първо ниво (например адресът en.wikipedia.org има домейн от първо ниво org).
- Всяка част, разделена с точка представлява поддомейн на домейна, изписан след нея.
- Възможно е един IP адрес да има няколко DNS имена, както е възможно и обратното – на едно DNS име да отговарят няколко IP адреса.

## DNS lookup
DNS lookup e метод за откриване на името на хоста на даден IP адрес. Машината клиент изпраща заявка от типа DNS lookup до машината сървър, която връща своя отговор. За да се настрои даден DNS сървър към неговия IP адрес, трябва да бъде описан съответния (под)домейн. Към един и същ IP адрес могат да бъдат описани повече от един (под)домейна, но администраторът на сървъра може да избере само един от тях, който да може да бъде намиран. Lookup-заявката се изпълнява от DNS сървъра
На Уиндоус машина може да бъде изпълнена следната заявка в командния ред на cmd.exe:
```
nslookup www.example.com
```